# 신고선수
KBO 리그에서 "신고선수"(申告選手, 일명 연습생)란 KBO에 정식으로 등록되는 각 팀당 63명에 포함되지 않고, 선수로 신고만 되어 있는 선수들을 말한다. '연습생 신화'의 주인공 내야수 장종훈 이후 많은 신고선수 출신 스타 플레이어가 탄생하여 드래프트 때 정식으로 지명받지 못했지만 가능성이 있는 선수들을 발굴하는 기회로 활용되고 있다.
단, KBO 리그의 최저 연봉(3,000만원)을 보장받지 못하며 일반적으로 계약금이 없거나 받더라도 아주 낮다. 입단 때 신고선수로 계약하더라도 시즌 직전에 정식 선수로 바로 등록되지 않는 이상 계약한 연도의 6월 1일 이후부터 정식 선수로 구단의 재량에 따라 1군 등록 및 출장이 가능하다. 정식선수 등록 이전에 신고선수 계약이 해지되어 팀에서 방출되는 경우도 있다.
KBO 리그 2015 시즌부터 신고선수의 명칭을 육성선수로 변경하고, 계약한 년도의 6월 1일에서 5월 1일 이후부터 육성선수를 정식 선수로 등록할 수 있도록 규정을 완화하였다.

## 유형
본래는 신고선수로 입단한 후, 신고선수로 받아 준 팀에서 정식 선수로 승격되어 활동하는 게 통상적이다. 다만, 이것과 달리 여러 가지 유형이 있다.
- 이종욱처럼 정식으로 팀에 지명을 받아 입단하여 활동하다가 소속 팀에서 방출되고 타 팀에 신고선수 형식으로 이적하는 경우가 있다.
- 한겸처럼 2012년엔 정식선수였으나, 2013년 시즌을 앞두고 성적이 많이 떨어져 육성선수 신분으로 전환된 경우도 있다.
- 이재우나 허도환처럼 원래 지명한 팀에서 지명을 포기하여 지명한 팀에 신고선수로 입단하는 경우가 있다.[2]
- 정현석처럼 해당 선수를 지명한 팀에서 지명을 포기하여 타 팀에 신고선수로 입단하는 경우가 있다.
- 노환수의 경우처럼 지명을 받은 이후에도 정식으로 계약을 하지 않고 신고선수로 입단 계약을 하는 경우가 있다.
- 팀에서 방출(보류선수 명단 제외)되더라도 신고선수로 새로 계약(전환)하여 기존 소속 팀에 잔류하는 경우가 있다.
- 손민한이나 최영필의 경우처럼 팀에서 방출된 선수가 선수등록 기간이 끝난 후 이적하게 되면 신고선수로 등록된다.
- 해당 선수가 부상으로 재활 중인 경우, 확실한 회복 차원에서 출전을 제한하기 위해 신고선수로 전환하는 경우가 있다.

## 신고선수 출신 선수목록
처음 입단부터 신고선수로 입단한 경우만 여기에 적는다.(정식 지명을 받았던 경우는 제외)
- 장종훈(한화) : 시즌 MVP 2회, 골든 글러브 5회, 통산 340홈런(한국 3위)
- 한용덕(한화) : 통산 120승(98선발승) 118패 24세이브
- 조경택(OB-한화) : 1999년 한국시리즈 우승 멤버, 신고선수를 전전하다가 한화 이적 이후 주전 정착
- 김민호(두산) : 한국시리즈 MVP 1회, 골든 글러브 유격수 부문 1회, 통산 838안타 277타점 232도루
- 김민재(롯데-SK-한화) : 부산 아시안 게임, 베이징 올림픽 금메달, 1992년 한국시리즈 우승
- 김상진(OB-삼성-SK) : 통산 122승(105선발승) 100패 14세이브
- 조웅천(태평양-현대-SK) : 초대 홀드왕, 세이브왕 1회, 통산 67승(모두 구원) 92홀드 103세이브
- 박경완(쌍방울-현대-SK) : 시즌 MVP 1회, 골든 글러브 포수 부문 4회, 통산 1,374안타 300홈런 926타점
- 손시헌(두산-NC) : 골든 글러브 유격수 부문 2회, 베이징 올림픽 금메달, FA 자격을 2013년 시즌 뒤 취득하여 4년 30억에 NC다이노스로 이적
- 이대수(SK-두산-한화 - SK) : 쌍방울 레이더스 해체 후 SK의 신고선수로 입단. 골든 글러브 유격수 부문 1회
- 김현수(두산-LG) : 2008년 타격, 최다 안타, 출루율 3관왕, 베이징 올림픽,  광저우 아시안 게임 금메달, 2008년~2010년 3년 연속 골든 글러브 수상
- 김수완(롯데-두산) : 2010년 8월 17일 vs SK 와이번스전 완봉, 2010년 성적 ERA 3.96 5승(모두 선발) 2패
- 박석진(삼성-롯데-삼성-롯데-LG) : 시드니 올림픽 동메달, 2001년 최우수 평균자책
- 이병규(LG) : 아마시절 작은 체구로 프로 지명을 받지 못하였으나, 2006년 신고선수 입단 후 2010년 3할 12홈런의 맹활약, 2012년 또 다시 3할1푼8리의 고타율을 기록
- 노수광(한화-KIA-SK) : 빠른발을 가진 한화의 리드오프
- 서건창(LG-넥센) : 2008년 LG 트윈스에서 방출당하고 현역으로 복무한 후 넥센 히어로즈에 신고선수로 입단해 2012년 최고의 신인으로 손꼽히며 신인왕 및 골든 글러브를 수상함. 2014 시즌에는 타격폼을 수정하면서 KBO 리그 단일 시즌 최다안타 신기록을 수립하였으며 201안타를 기록하여 한국프로야구 사상 최초로 시즌 200안타를 달성했다. 2014 시즌 타격왕, 득점, 최다 안타 1위로 타격 3관왕과 함께 시즌 MVP와 2루수 골든 글러브까지 달성.
- 이지영(삼성) : 2008년 신고선수로 입단, 진갑용을 잇는 삼성 라이온즈의 포수이자 현 키움 히어로즈의 주전 포수.
- 박해민(삼성) : 2012년에 신고선수로 입단하여 입대한 배영섭의 자리를 메우며 올스타전에도 출전함.
- 조동화(SK) : 2000년에 SK 와이번스로 입단
- 이천웅(LG) : 2011년에 LG 트윈스로 입단
- 채은성(LG) : 2009년에 LG 트윈스로 입단
- 권휘(두산) : 2020년에 두산 베어스로 입단

## 신고선수 현역선수
김현수 : LG
노수광 : 한화
서건창 : LG
이지영 : 키움
박해민 : LG
이천웅 : LG
최재훈 : 한화
채은성 : 한화
정훈 : 롯데 권휘 : 두산

## 기타
농구 및 배구계에서는 KBO 리그의 신고선수와 동일하게 정식 지명을 받지 못하고 입단한 선수를 수련선수라고 부른다. 수원 한국전력 빅스톰에서 뛰고 있는 강민웅 등이 대표적이다.